# Ponsan-Soubiran
Ponsan-Soubiran (gaskognisch: Ponsan Sobiran) ist eine französische Gemeinde mit 73 Einwohnern (Stand 1. Januar 2022) im Département Gers in der Region Okzitanien (bis 2015 Midi-Pyrénées); sie gehört zum Arrondissement Mirande und zum Gemeindeverband Val de Gers.

## Geografie
Ponsan-Soubiran liegt rund 19 Kilometer südöstlich von Mirande und 34 Kilometer südlich von Auch ganz im Süden des Départements Gers an der Grenze zum Département Hautes-Pyrénées. Die Gemeinde besteht aus Weilern, zahlreichen Streusiedlungen und Einzelgehöften. Der Fluss Petite Baïse durchquert die Gemeinde in nördlicher Richtung.
Nachbargemeinden sind Saint-Ost im Norden, Aujan-Mournède im Nordosten, Monlaur-Bernet im Osten und Südosten, Larroque und Guizerix (beide im Département Hautes-Pyrénées) im Süden sowie Cuélas im Westen.

## Bevölkerungsentwicklung
| Jahr                       | 1793 | 1831 | 1886 | 1962 | 1968 | 1975 | 1982 | 1990 | 1999 | 2006 | 2011 | 2016 |
| Einwohner                  | 349  | 372  | 333  | 167  | 138  | 117  | 108  | 122  | 118  | 130  | 125  | 95   |
| Quellen: Cassini und INSEE |      |      |      |      |      |      |      |      |      |      |      |      |